# Onner es

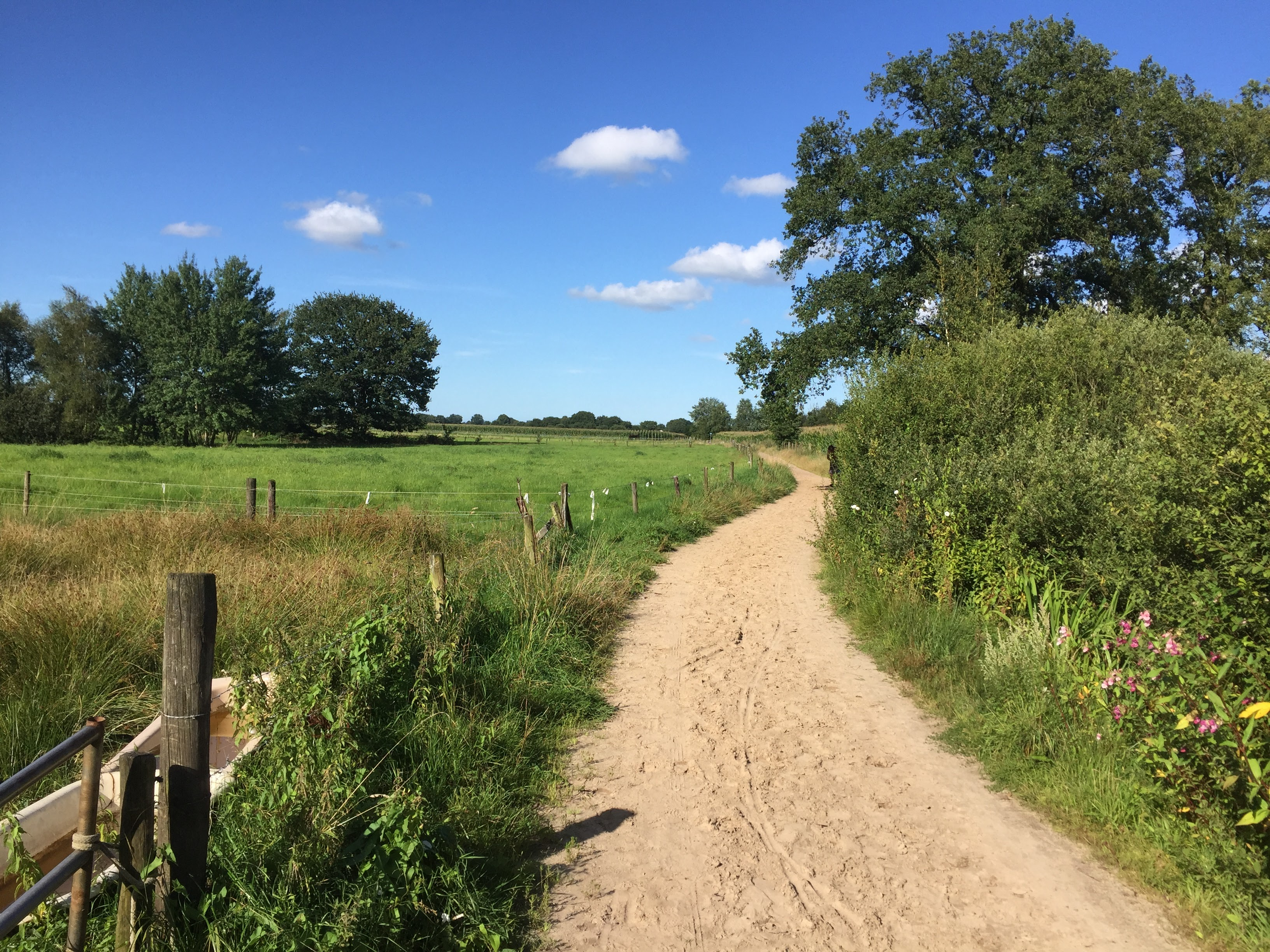
Onner es

De Onner es (ook geschreven als Onneres of Onner esch) is een es, een hooggelegen akker, ten zuiden van het Groningse dorp Onnen, op de Hondsrug.  

## Geografie en bodem
De Onner es bevindt zich op de Hondsrug, een rug ontstaan gedurende het Saalien.  
De es ligt zo'n 500 meter buiten het dorp vanwege de aldaar (lichte) aanwezigheid van klei in de grond. 
Ten westen van de es loopt de spoorlijn van Assen naar Groningen. Aan de zuidzijde bevindt zich het gebied van de Appelbergen. Aan de oostzijde gaat de es over in het dal van de Hunze. 
Van noord naar zuid wordt de es doorsneden door de Onneresweg. 

## Afgraving
Aan het begin van de twintigste eeuw werd een groot deel van de Onner es afgegraven ten behoeve van de zandwinning. Toen deze afgraving plaatsvond ontdekte Albert van Giffen een rijengrafveld met graven uit het neolithicum.